# Mario Götze
Mario Götze (pronunciación en alemán: /ˈmaːʁi̯o ˈɡœtsə/; Memmingen, Baviera, 3 de junio de 1992) es un futbolista alemán que juega de centrocampista o delantero. Actualmente juega en el Eintracht Fráncfort de la Bundesliga.
Inició su carrera en el Borussia Dortmund entre 2009 y 2013, ganando el título de la Bundesliga en la temporada 2010-11 y el doblete de la Bundesliga y la Copa de Alemania en la temporada 2011-12, también fue parte del equipo que llegó a la final de la Liga de Campeones de la UEFA 2012-13. En abril de 2013, el Bayern de Múnich lo fichó por €37 millones, en ese momento, el traspaso por un jugador alemán más caro de la historia. Götze permaneció tres temporadas en el club, donde logró ganar tres títulos de liga, dos copas nacionales, una Copa Mundial de Clubes de la FIFA y una Supercopa de la UEFA. En 2016 volvió al Borussia Dortmund, logrando adjudicarse otra copa nacional y una Supercopa de Alemania.
Götze fue seleccionado por primera vez para la selección alemana en 2010, a la edad de 18 años. Fue incluido en la lista de convocados para la Eurocopa 2012 y, dos años más tarde, marcó el gol de la victoria en la final de la Copa Mundial de Fútbol de 2014.

## Trayectoria

### Borussia Dortmund

#### Carrera temprana
Mario Götze llegó al Borussia Dortmund, en 2001. Realizó allí las inferiores y su debut en la Bundesliga se produjo el 21 de noviembre de 2009 en un empate 0:0 ante el 1. FSV Maguncia 05, al reemplazar al mediocampista polaco Jakub Błaszczykowski en el minuto 81 del partido. Durante las vacaciones de invierno de la temporada 2009-10 de la Bundesliga, el director técnico del Dortmund Jürgen Klopp lo promovió al primer equipo. Götze aprovechó la oportunidad y fue un jugador importante para la victoria de la Bundesliga de la temporada 2010-11. Terminó la temporada 2010-11, con 8 goles y 11 asistencias en todas las competencias. Además, tras su buena temporada en la Bundesliga y el resto de competencias, en la temporada 2010-2011 se le otorgó el Premio Golden Boy al mejor jugador joven del año en Europa.
Jugó en la derrota de la Supercopa de Alemania de 2011 ante el Schalke 04. En enero de 2012, fue diagnosticado con una lesión en la cadera. El cartílago en su cadera se había inflamado por el estrés.

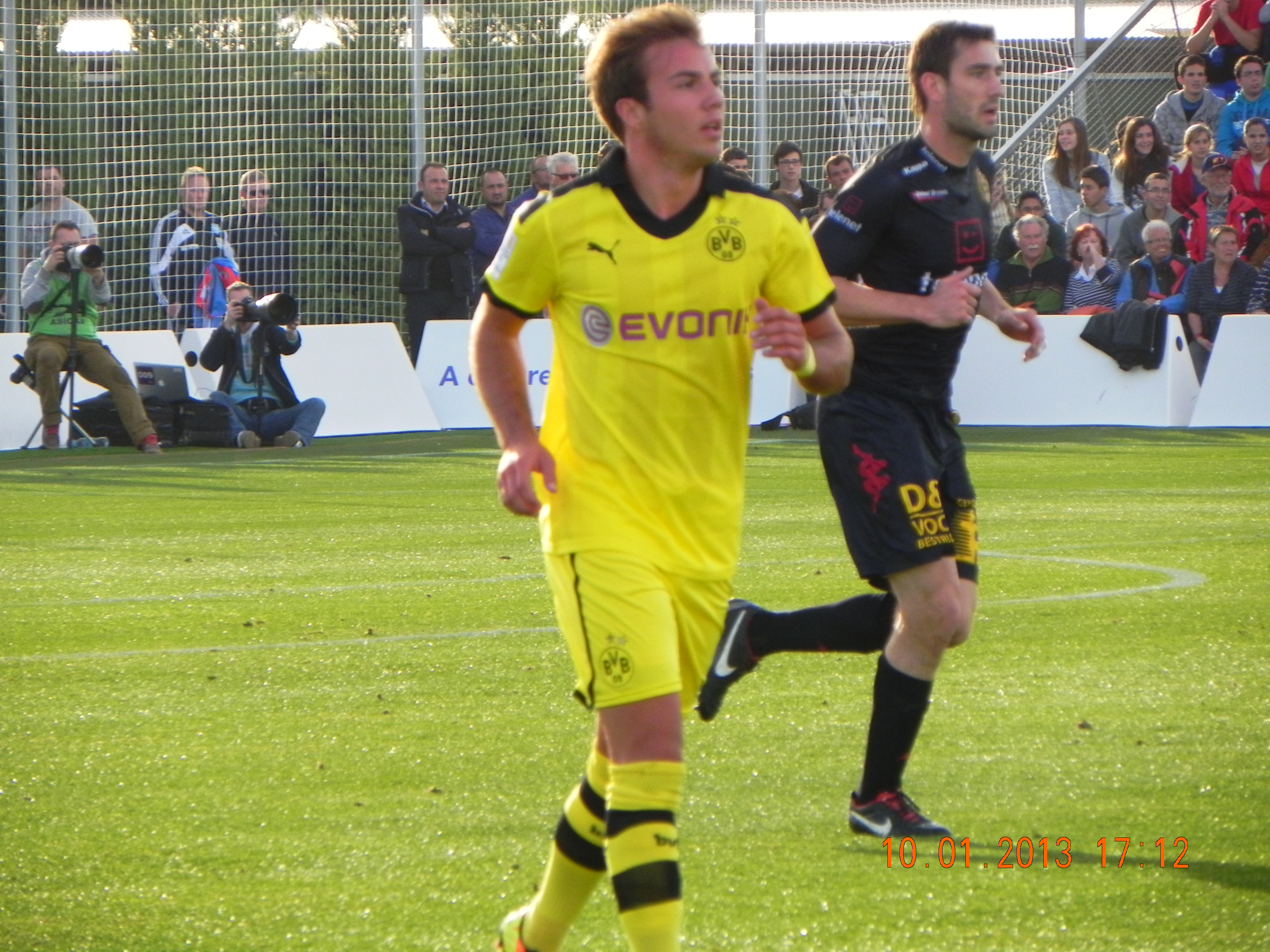
Götze con el Borussia Dortmund en 2013.

El 27 de marzo de 2012, el jugador renueva con el Borussia Dortmund hasta 2016, su salario pasaría de 2.5 millones de euros a 4 millones de euros por temporada. Su contrato, sin embargo, contenía una cláusula de rescisión, con una tasa de transferencia fija de al menos 37 millones €. Götze habló sobre su extensión de contrato diciendo: «Todo el mundo sabe que tan cómodo me siento en el Dortmund. El club están lejos de terminar con su reciente resurgimiento. Yo quiero ser parte de este desarrollo».
En abril de 2012, regresó al equipo por primera vez desde su lesión en la cadera, pero estuvo en el banquillo contra el Schalke 04. Jugó su primer partido desde su lesión entrando como suplente ante el Borussia Mönchengladbach.
Ganó la Bundesliga con el Borussia Dortmund en 2012 estableciendo un récord en la Bundesliga de la puntuación más alta en una temporada con 81 puntos (que más tarde fue rota por el Bayern Múnich en la temporada 2012-13). También ganó la DFB-Pokal con el Dortmund 5:2 frente al Bayern Múnich en 2012. Terminó la temporada con siete goles y ocho asistencias en todas las competencias.

#### Temporada 2012-13
Inicio la temporada perdiendo la Supercopa de Alemania de 2012. En el primer partido de la temporada 2012-13, entró como sustituto y anotó el gol ante el Werder Bremen en la victoria 2:1 para el Dortmund. El 19 de diciembre anotó un triplete, ayudando en la victoria 5:1 del Dortmund ante el Hannover 96 en la tercera ronda de la DFB-Pokal.
Proporcionó una asistencia y un gol en la victoria 3:0 del Borussia ante el Shakhtar Donetsk el 5 de marzo, terminando con una victoria global 5:2 dándose pase a los cuartos de final de la Liga de Campeones. El resultado significó que el Dortmund había avanzado a los cuartos de final por primera vez en 15 años. Fue descartado para la final contra el Bayern Múnich en el estadio de Wembley, Londres, debido a una lesión en su muslo provocada en la derrota en semifinales contra el Real Madrid, con la cual sin embargo avanzaron a la final por un marcador global de 4:3. Finalmente, el Dortmund perdió la final con un marcador 2:1 tras un gol en el minuto 88 de Arjen Robben.
En su última temporada en el Borussia Dortmund, formó un gran equipo con su compañero alemán Marco Reus. También logró anotar 16 goles y 13 asistencias en todas las competencias.

### Bayern Múnich
El club bávaro pagó la cláusula de rescisión de 37 millones de euros en el contrato que Götze había firmado con el Borussia Dortmund y automáticamente fue fichado en abril de 2013, poco antes de la final de la Liga de Campeones que fue disputada por ambos equipos. La transferencia realizada fue la más cara para un jugador alemán. Mesut Özil rompió el récord en el verano, por su transferencia al Arsenal Football Club por 50 millones €. El entrenador del Dortmund Jürgen Klopp afirmó que la razón tras la transferencia era el deseo de Götze por jugar bajo las órdenes de Pep Guardiola, exdirector técnico del FC Barcelona. Klopp admitió su molestia en el momento del anuncio de la decisión, que fue apenas 36 horas antes de las semifinales de la Liga de Campeones. Klopp más tarde dijo que el Dortmund no tenía posibilidad de convencerlo para quedarse con el club, «Él [Götze] es uno de los favoritos de Pep Guardiola».

#### Temporada 2013-14

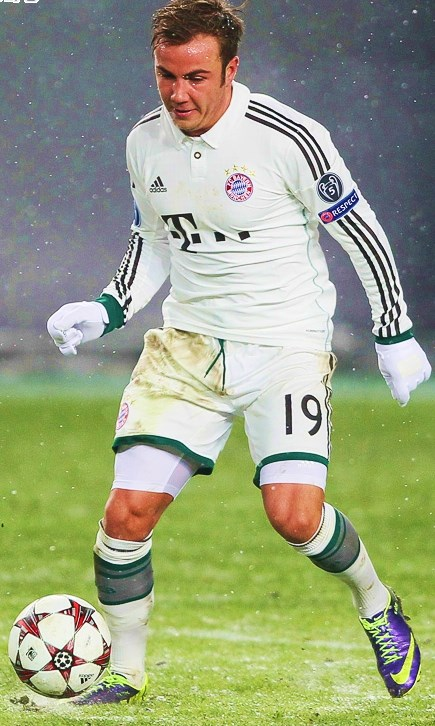
Mario Götze jugando para el Bayern Múnich.

El 11 de agosto de 2013, hizo su debut el Bayern Múnich, al entrar como sustituto de Mitchell Weiser en el minuto 60. Anotó dos goles con los que el Bayern consiguió la victoria 1:4 ante el campeón húngaro Győri ETO en un partido amistoso. Hizo su debut en la liga para el club en un partido de la Bundesliga en casa ante el 1. FC Nürnberg el 24 de agosto de 2013, en el que el Bayern ganó 2-0. El 19 de octubre de 2013, entró como sustituto e hizo dos asistencias para ayudar al Bayern a conseguir una victoria 4:1 ante el 1. FSV Maguncia 05.
El 23 de octubre de 2013, anotó su primer gol para el Bayern en la fase de grupos de la Liga de Campeones para la victoria 5:0 sobre el Viktoria Plzeň en el Allianz Arena. También dio una asistencia a Bastian Schweinsteiger. El 26 de octubre de 2013, entró como sustituto de Toni Kroos en el minuto 25 y anotó su primer gol en la Bundesliga con el Bayern Múnich con un cabezazo en la victoria 3:2 ante el Hertha BSC. El 2 de noviembre de 2013, regresó a la alineación titular en la victoria 2:1 del Bayern contra el TSG 1899 Hoffenheim. El 23 de noviembre de 2013, salió de la banca y anotó el primer gol en una victoria de visitante 3:0 sobre su exequipo y ahora rival Borussia Dortmund. En el próximo partido del equipo ante el PFC CSKA Moscú, anotó el segundo gol en la victoria 3:1 de visitante en la fase de grupos de la UEFA Champions League 2013-14. El 7 de diciembre de 2013, ayudó al Bayern compensando un gol en el minuto final, así como asistiendo a Thomas Müller en un dominante 7-0 de visitante sobre el Werder Bremen. El 17 de diciembre de 2013, anotó un gol a larga distancia en el minuto 47 contra el campeón de la AFC el Guangzhou Evergrande. Bayern Múnich ganó 3:0 para avanzar a la final de Clubes de la FIFA de 2013 en la que Götze entró como sustituto en el minuto 80. El Bayern ganó el partido 2:0.
El 24 de enero de 2014, comenzó como "falso 9", y anotó su primer gol en la segunda mitad de la temporada ante el Borussia Mönchengladbach, Bayern ganó el partido 0:2. El 25 de marzo, anotó en la victoria 3:1 ante el Hertha BSC con lo que el Bayern se confirmó como el campeón de la Bundesliga. El 3 de mayo de 2014, marcó un doblete y dio dos asistencias en la victoria 4:1 de visitante ante el Hamburger SV. El 17 de mayo de 2014, jugó los 120 minutos contra su antiguo club, Borussia Dortmund en la final del DFB-Pokal de 2014. Bayern ganó 2-0 en tiempo extra para ganar su segundo título importante de esa temporada. En su temporada debut, produjo una mezcla de éxito y frustración, anotando 15 goles y realizando 14 asistencias en todas las competencias.

#### Temporada 2014-15

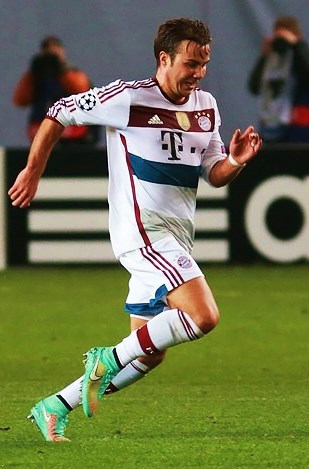
Mario Götze en la fase de grupos de la Champions League contra el PFC CSKA Moscú.

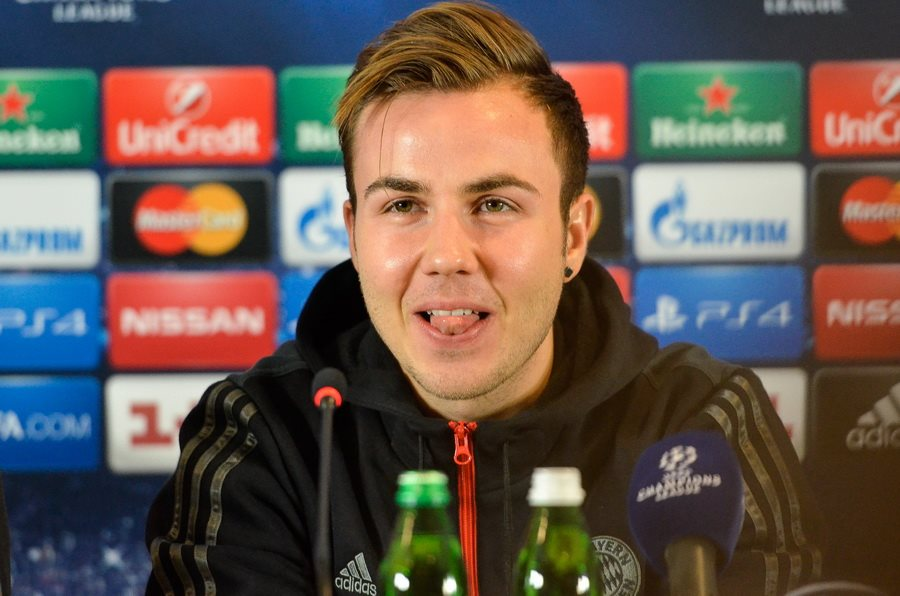
Mario Götze en 2015.

Después de ayudar a Alemania a ganar la Copa Mundial de Fútbol de 2014, comenzó su temporada 2014-15 el 13 de agosto de 2014. Entró como suplente en la derrota 2:0 ante su antiguo club, el Borussia Dortmund en la Supercopa de Alemania de 2014. El 17 de agosto de 2014, anotó su primer gol de la temporada 2014-15 de la DFB-Pokal en la victoria ante el SC Preußen Münster. El 22 de agosto de 2014, jugó 62 minutos en la victoria por 2:1 en casa ante el VfL Wolfsburg. El 23 de septiembre de 2014, marcó dos goles en la victoria 4:0 en el Allianz Arena ante el SC Paderborn. El 18 de octubre de 2014, anotó otro doblete en la victoria en casa 6:0 ante el Werder Bremen. En 28 de octubre de 2014, la FIFA anunció que estaba incluido en la lista de 23 jugadores nominados al Balón de Oro de 2014. El 22 de noviembre de 2014, anotó un gol a larga distancia en la victoria 4:0 ante el Hoffenheim y fue votado como el gol de la semana de la Bundesliga. El 14 de febrero de 2015, anotó su tercer gol de la temporada y dio una asistencia en la desequilibrante victoria 8-0 ante el Hamburger SV.
El 28 de abril de 2015, fue uno de los cuatro jugadores del Bayern que falló en la tanda de penales en la derrota 1:1 ante el Borussia Dortmund en la semifinal DFB-Pokal. Terminó la temporada marcando 15 goles en 48 partidos en todas las competencias.

#### Temporada 2015-16
Comenzó la temporada perdiendo la Supercopa de Alemania 2015 ante el VfL Wolfsburgo. En su siguiente partido en la Copa de Alemania anotó su primer gol de la temporada contra el FC Nöttingen.

### Borussia Dortmund

#### Temporada 2016-17
Regresa a las filas del Borussia Dortmund tras 3 años de juego en el Bayern de Múnich, sin demasiado protagonismo; a causa de un trastorno metabólico se ausentó la mayor parte de la temporada.

#### Temporada 2017-18
El 15 de julio de 2017 el alemán volvió a jugar en un amistoso de pretemporada.

#### Temporada 2019-20
Tras finalizar la Bundesliga 2019-20, decidió no renovar contrato, volviéndose agente libre a partir del 30 de junio de 2020, poniendo fin a 8 años temporadas con el club teutón donde consiguió 2 Bundesligas (2011 y 2012), 2 Copas de Alemania (2012 y 2016) y la Supercopa de Alemania 2019.

### PSV Eindhoven
El 6 de octubre de 2020 firmó por dos años con el PSV Eindhoven. El 18 de octubre anotó en su debut en una victoria 3:0 de visita contra el PEC Zwolle.

### Eintracht Fráncfort
El 21 de junio de 2022 firmó un contrato por tres años con el Eintracht Fráncfort.

## Selección nacional

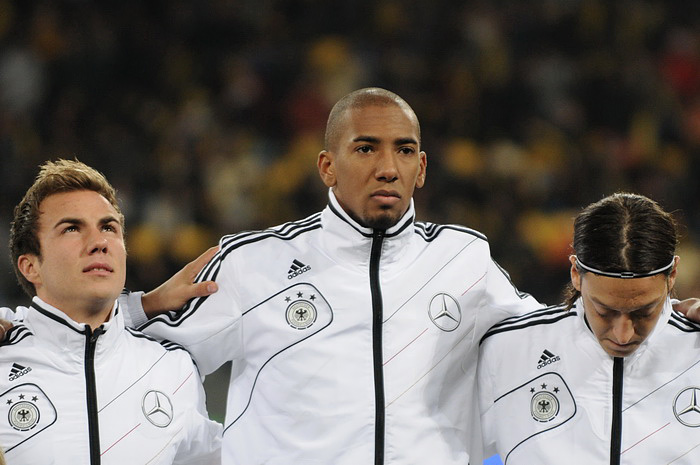
Mario Götze, con Jérôme Boateng y Mesut Özil, con la antes de un partido contra

### Categorías inferiores
Formó parte de la selección Sub-17 de Alemania para el Europeo Sub-17 2009. Gracias a ser campeón del torneo pudo jugar el Mundial Sub-17 de 2009, en el cual jugó 4 partidos e hizo 3 goles, que se los convirtió a Nigeria, Argentina, y a Suiza, sin embargo Alemania cayó eliminada en octavos de final a manos de Suiza.

### Selección absoluta
Después de participar de los equipos juveniles de Alemania, fue convocado para su primer partido con la selección absoluta de Alemania el 17 de noviembre de 2010 ante Suecia. Hizo su debut ese día, sustituyendo a Kevin Großkreutz en el minuto 78. Su segunda aparición con la selección nacional se produjo el 9 de febrero de 2011 en un partido amistoso contra Italia. Hizo su debut en la Eurocopa 2012 entrando como sustituto contra Grecia en la victoria en cuartos de final.
Götze aportó cuatro goles en la clasificación de la Copa Mundial de 2014.

#### Copa del Mundo de 2014

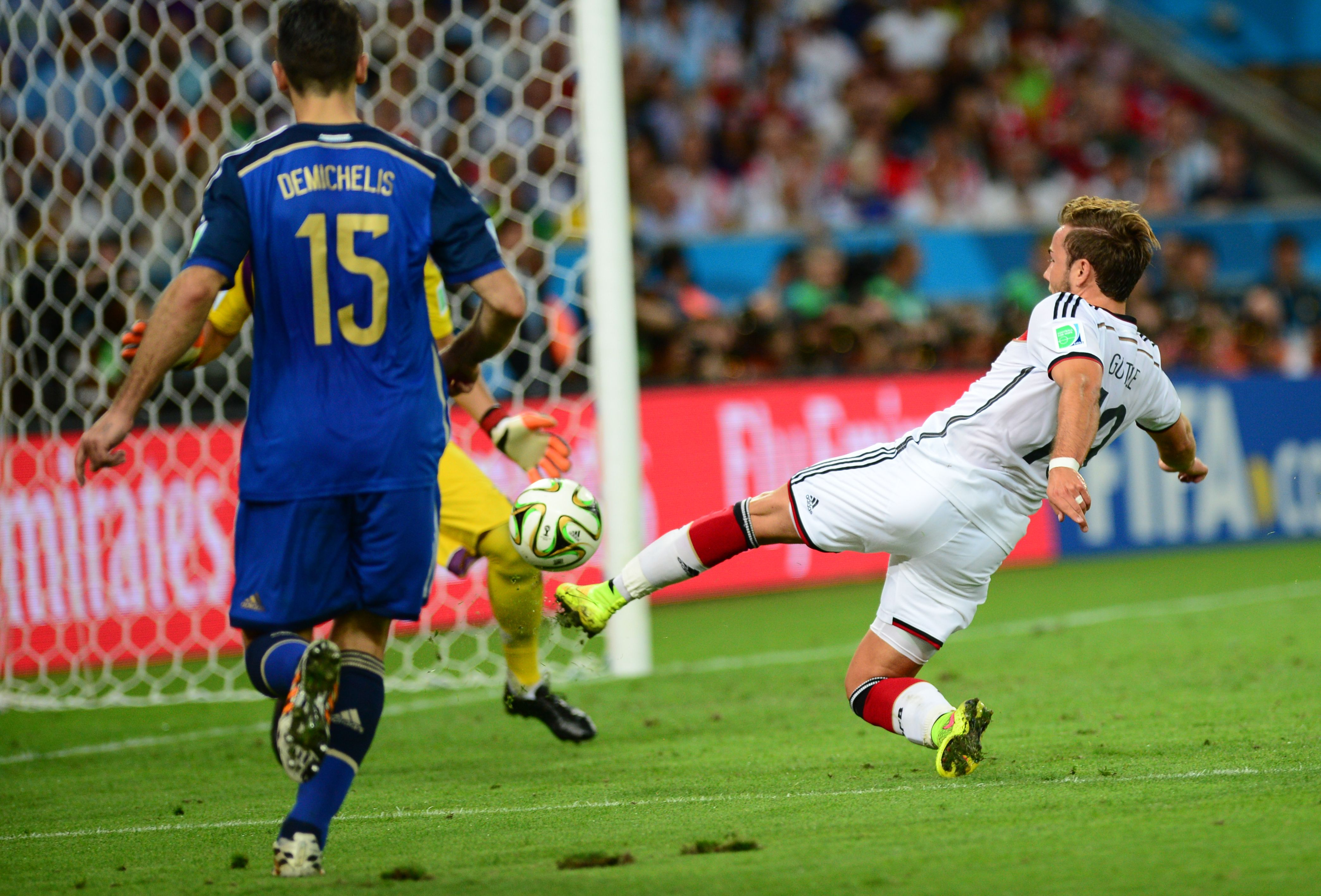
Mario Götze anotando el gol que le dio la victoria a en la final de la Copa del Mundo ante.

El 8 de mayo de 2014, fue incluido en la lista preliminar de 30 jugadores por el entrenador Joachim Löw con miras a la fase final de la Copa del Mundo de 2014. Fue ratificado entre los 23 jugadores que viajaron a Brasil el 2 de junio.
Fue convocado al once inicial ante Portugal en el primer partido del equipo, en su debut en la Copa Mundial de la FIFA. En el segundo partido del equipo, anotó el primer gol y fue nombrado el Jugador del Partido en el empate 2:2 con Ghana. Jugó solo 14 minutos en la victoria 0:1 contra Estados Unidos, medio partido en los octavos de final en la victoria contra Argelia y siete minutos en la victoria 0-1 en cuartos de final contra Francia. El hecho de que el entrenador alemán Joachim Löw ingresara a Julian Draxler para hacer sus primeros minutos de la Copa del Mundo en la semifinal, que finalizó con el aplastante resultado de 7-1 contra Brasil, manteniendo a Mario en la banca, fue una llamada de atención para él.
En la final del Mundial ante Argentina, en el minuto 88, Löw lo metió como sustituto de Miroslav Klose y le dijo «Muéstrale al mundo que eres mejor que Messi y que puedes definir el Mundial, tienes las cualidades para hacer eso». Marcó el único gol del partido en el minuto 112, tras una asistencia de André Schürrle deteniendo el balón con su pecho antes de disparar a la red con su zurda, dando a Alemania su cuarta Copa del Mundo, y así dedicarle el logro a su amigo lesionado Marco Reus Él se convirtió en el primer suplente en anotar el gol ganador en una Copa del Mundo, y el jugador más joven en marcar en una final de la Copa del Mundo desde su colega alemán, Wolfgang Weber en 1966 (también tenía 22).

#### Carrera posterior
En agosto de 2022, respecto a su regreso al fútbol alemán con el Eintracht Fráncfort a mediados del mismo año, Hansi Flick, entrenador de Alemania, no descartó su vuelta a la selección para la Copa Mundial de Fútbol, mencionando que «tiene que rendir al máximo» y «demostrar que está en forma, que puede ser una alternativa para los jugadores que están actualmente en la selección (…)». Previamente Joachim Löw, exentrenador de Alemania, también manifestó que Götze tenía oportunidad de volver a la selección para la Copa del Mundo si mejoraba su rendimiento con el Fráncfort. El 10 de noviembre fue elegido en la lista final de seleccionados para la Copa Mundial de Fútbol, marcando su regreso al equipo nacional después de cinco años de ausencia.

### Participaciones en Copas del Mundo
| Mundial           | Sede   | Resultado      | Partidos | Goles |
| ----------------- | ------ | -------------- | -------- | ----- |
| Copa Mundial 2014 | Brasil | Campeón        | 6        | 2     |
| Copa Mundial 2022 | Catar  | Fase de grupos | 2        | 0     |

### Participaciones en Eurocopas
| Copa          | Sede              | Resultado   | Partidos | Goles |
| ------------- | ----------------- | ----------- | -------- | ----- |
| Eurocopa 2012 | Polonia y Ucrania | Semifinales | 1        | 0     |
| Eurocopa 2016 | Francia           | Semifinales | 2        | 0     |

### Goles internacionales
Detalle de los goles internacionales absolutos
| #  | Fecha                   | Lugar                                               | Rival          | Gol   | Resultado | Competición                                |
| -- | ----------------------- | --------------------------------------------------- | -------------- | ----- | --------- | ------------------------------------------ |
| 1  | 10 de agosto de 2011    | Mercedes-Benz Arena, Stuttgart, Alemania            | Brasil         | 2 - 0 | 3 - 2     | Amistoso                                   |
| 2  | 2 de septiembre de 2011 | Veltins-Arena, Gelsenkirchen, Alemania              | Austria        | 6 - 2 | 6 - 2     | Clasificación para la Eurocopa 2012        |
| 3  | 7 de septiembre de 2012 | HDI-Arena, Hannover, Alemania                       | Islas Feroe    | 1 - 0 | 3 - 0     | Clasificación para la Copa Mundial de 2014 |
| 4  | 22 de marzo de 2013     | Astana Arena, Astaná, Kazajistán                    | Kazajistán     | 0 - 3 | 0 - 3     | Clasificación para la Copa Mundial de 2014 |
| 5  | 26 de marzo de 2013     | Stadion Nürnberg, Nürnberg, Alemania                | Kazajistán     | 4 - 1 | 2 - 0     | Clasificación para la Copa Mundial de 2014 |
| 6  | 15 de octubre de 2013   | Friends Arena, Solna, Suecia                        | Suecia         | 2 - 2 | 3 - 5     | Clasificación para la Copa Mundial de 2014 |
| 7  | 5 de marzo de 2014      | Mercedes-Benz Arena, Stuttgart, Alemania            | Chile          | 1 - 0 | 1 - 0     | Amistoso                                   |
| 8  | 6 de junio de 2014      | Coface Arena, Maguncia, Alemania                    | Armenia        | 5 - 1 | 6 - 1     | Amistoso                                   |
| 9  | 6 de junio de 2014      | Coface Arena, Maguncia, Alemania                    | Armenia        | 6 - 1 | 6 - 1     | Amistoso                                   |
| 10 | 21 de junio de 2014     | Estadio Aderaldo Plácido Castelo, Fortaleza, Brasil | Ghana          | 1 - 0 | 2 - 2     | Copa Mundial de Fútbol de 2014             |
| 11 | 13 de julio de 2014     | Estadio Maracaná, Río de Janeiro, Brasil            | Argentina      | 1 - 0 | 1 - 0     | Copa Mundial de Fútbol de 2014             |
| 12 | 3 de septiembre de 2014 | ESPRIT arena, Düsseldorf, Alemania                  | Argentina      | 2 - 4 | 2 - 4     | Amistoso                                   |
| 13 | 14 de noviembre de 2014 | Stadion Nürnberg, Núremberg, Alemania               | Gibraltar      | 3 - 0 | 4 - 0     | Clasificación para la Eurocopa 2016        |
| 14 | 10 de junio de 2015     | RheinEnergieStadion, Köln, Alemania                 | Estados Unidos | 1 - 0 | 1 - 2     | Amistoso                                   |

## Estilo de juego

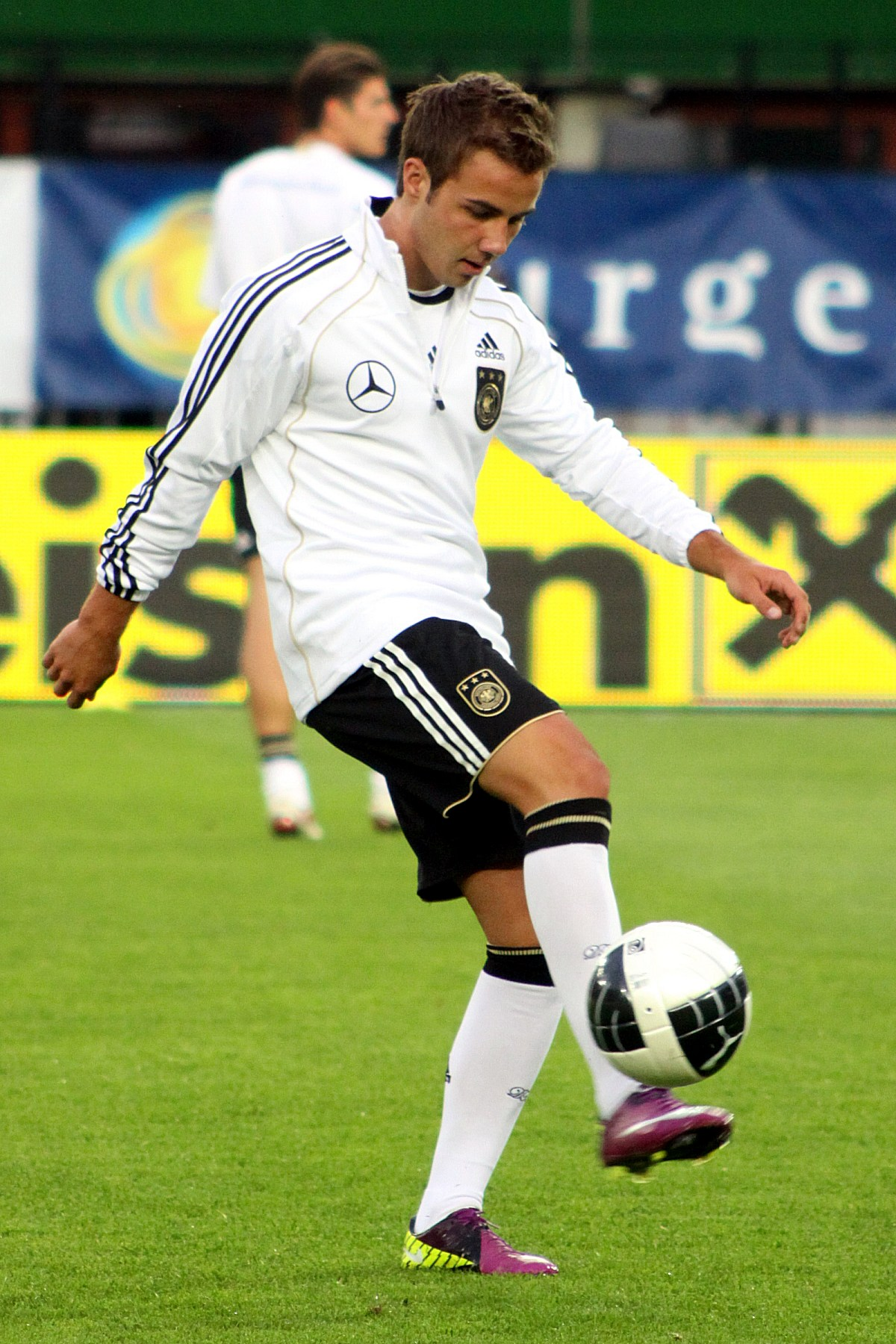
Götze controlando el balón durante un entrenamiento con en 2011.

Götze es capaz de jugar como extremo por ambas bandas, mediocampista ofensivo y falso 9.

## Fuera del fútbol

### Vida personal
Götze nació en Memmingen, Baviera. Su padre Jürgen Götze, es profesor en la Universidad de Dortmund de Tecnología. Su hermano mayor Fabian Götze juega actualmente para el SpVgg Unterhaching, después de haber dejado la cantera del Dortmund en 2010. Su hermano menor Felix actualmente juega para el F. C. Augsburgo.
Götze empezó a salir con la modelo alemana Ann-Kathrin Brömmel desde el año 2012, en 2019 contrajeron nupcias en una ceremonia privada a la cual solo asistieron amigos y familiares. El 5 de junio del año 2020 nació el primer hijo del matrimonio.

### Patrocinio

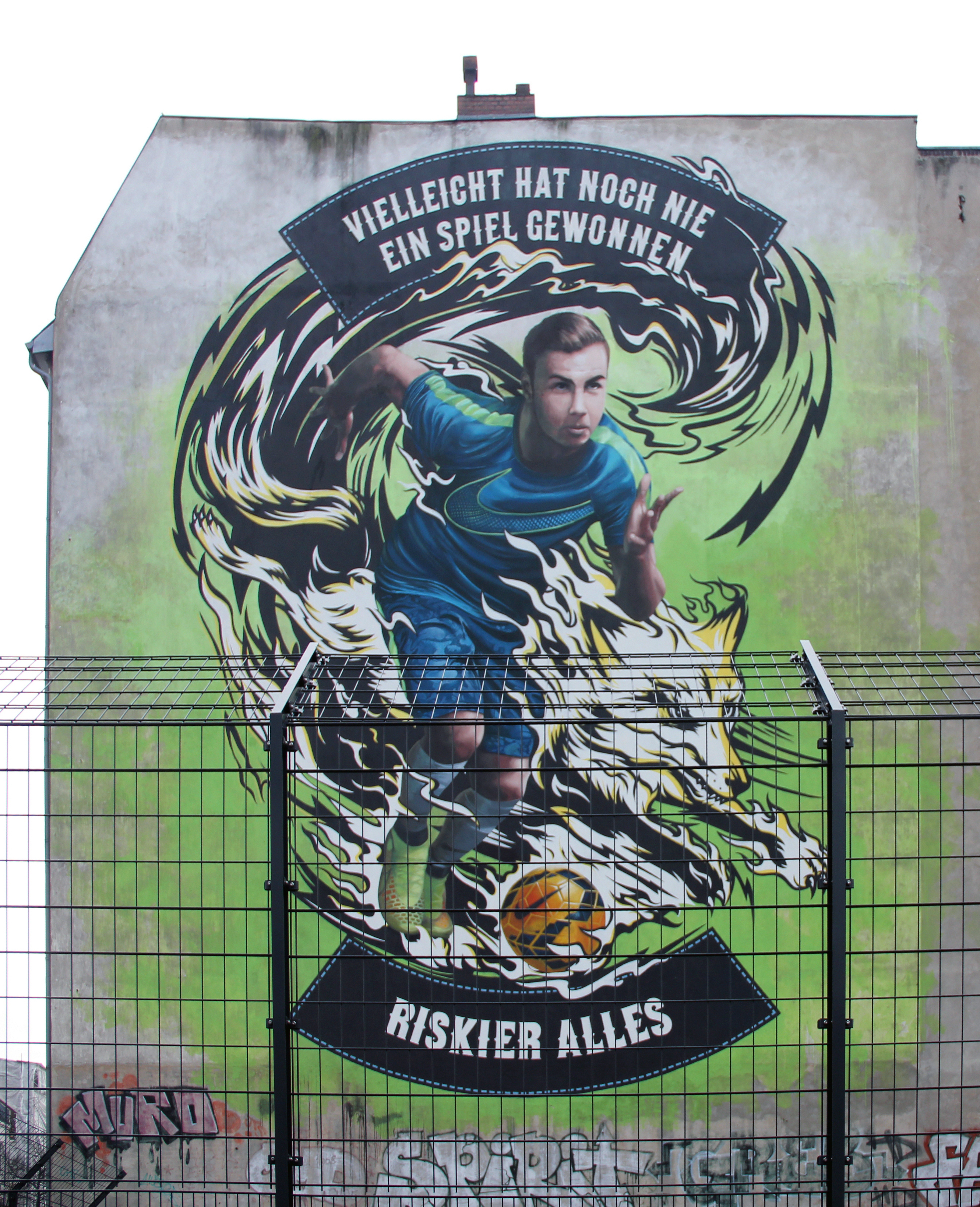
Mural de Götze comisionado por Nike en Charlottenburg, Berlín.

En 2011, firmó un acuerdo de patrocinio con la marca de ropa deportiva estadounidense Nike. Él apareció en el anuncio Nike Green Speed II junto a Eden Hazard, Theo Walcott, Raheem Sterling, Christian Eriksen y Stephan El Shaarawy en noviembre de 2012. En marzo de 2014, fue uno de los primeros jugadores a llevar Nike Magista boots. Apareció en el comercial de Galaxy XI de la empresa surcoreana Samsung junto a Cristiano Ronaldo, Lionel Messi, Wayne Rooney, Radamel Falcao, Iker Casillas en un equipo dirigido por la leyenda del fútbol alemán Franz Beckenbauer. El 14 de agosto de 2014, Konami anunció que aparecería en la portada del Pro Evolution Soccer 2015.

## Estadísticas

### Clubes
Actualizado al último partido disputado el 7 de noviembre de 2024.
| Club                           | Div.          | Temporada     | Liga  | Liga  | Liga   | Copas nacionales | Copas nacionales | Copas nacionales | Copas internacionales | Copas internacionales | Copas internacionales | Total | Total | Total  |
| Club                           | Div.          | Temporada     | Part. | Goles | Asist. | Part.            | Goles            | Asist.           | Part.                 | Goles                 | Asist.                | Part. | Goles | Asist. |
| ------------------------------ | ------------- | ------------- | ----- | ----- | ------ | ---------------- | ---------------- | ---------------- | --------------------- | --------------------- | --------------------- | ----- | ----- | ------ |
| Borussia Dortmund · Alemania   | 1.ª           | 2010-11       | 33    | 6     | 15     | 2                | 0                | 0                | 6                     | 2                     | 1                     | 41    | 8     | 16     |
| Borussia Dortmund · Alemania   | 1.ª           | 2011-12       | 17    | 6     | 5      | 3                | 1                | 1                | 6                     | 0                     | 2                     | 26    | 7     | 8      |
| Borussia Dortmund · Alemania   | 1.ª           | 2012-13       | 28    | 10    | 12     | 5                | 4                | 0                | 11                    | 2                     | 8                     | 44    | 16    | 20     |
| Bayern de Múnich · Alemania    | 1.ª           | 2013-14       | 27    | 10    | 9      | 4                | 1                | 3                | 14                    | 4                     | 1                     | 45    | 15    | 13     |
| Bayern de Múnich · Alemania    | 1.ª           | 2014-15       | 32    | 9     | 4      | 5                | 2                | 0                | 11                    | 4                     | 3                     | 48    | 15    | 7      |
| Bayern de Múnich · Alemania    | 1.ª           | 2015-16       | 14    | 3     | 4      | 3                | 1                | 0                | 4                     | 2                     | 0                     | 21    | 6     | 4      |
| Bayern de Múnich · Alemania    | Total club    | Total club    | 73    | 22    | 17     | 12               | 4                | 3                | 29                    | 10                    | 4                     | 114   | 36    | 24     |
| Borussia Dortmund · Alemania   | 1.ª           | 2016-17       | 11    | 1     | 1      | 1                | 0                | 0                | 4                     | 1                     | 1                     | 16    | 2     | 2      |
| Borussia Dortmund · Alemania   | 1.ª           | 2017-18       | 23    | 2     | 4      | 0                | 0                | 0                | 9                     | 0                     | 3                     | 32    | 2     | 7      |
| Borussia Dortmund · Alemania   | 1.ª           | 2018-19       | 26    | 7     | 7      | 2                | 0                | 0                | 6                     | 0                     | 0                     | 34    | 7     | 7      |
| Borussia Dortmund · Alemania   | 1.ª           | 2019-20       | 15    | 3     | 0      | 2                | 0                | 0                | 4                     | 0                     | 1                     | 21    | 3     | 1      |
| Borussia Dortmund · Alemania   | Total club    | Total club    | 158   | 35    | 44     | 15               | 5                | 1                | 46                    | 5                     | 16                    | 219   | 45    | 61     |
| PSV Eindhoven · Países Bajos   | 1.ª           | 2020-21       | 18    | 5     | 6      | 2                | 1                | 1                | 6                     | 1                     | 0                     | 26    | 7     | 7      |
| PSV Eindhoven · Países Bajos   | 1.ª           | 2021-22       | 29    | 4     | 4      | 5                | 2                | 1                | 17                    | 5                     | 6                     | 51    | 11    | 11     |
| PSV Eindhoven · Países Bajos   | Total club    | Total club    | 47    | 9     | 10     | 7                | 2                | 2                | 23                    | 6                     | 6                     | 78    | 17    | 18     |
| Eintracht Fráncfort · Alemania | 1.ª           | 2022-23       | 32    | 3     | 2      | 6                | 0                | 5                | 8                     | 0                     | 2                     | 46    | 3     | 9      |
| Eintracht Fráncfort · Alemania | 1.ª           | 2023-24       | 30    | 3     | 2      | 2                | 1                | 0                | 9                     | 0                     | 2                     | 41    | 4     | 4      |
| Eintracht Fráncfort · Alemania | 1.ª           | 2024-25       | 7     | 1     | 1      | 2                | 0                | 0                | 2                     | 0                     | 0                     | 11    | 1     | 1      |
| Eintracht Fráncfort · Alemania | Total club    | Total club    | 69    | 7     | 5      | 10               | 1                | 5                | 19                    | 0                     | 4                     | 98    | 8     | 14     |
| Total carrera                  | Total carrera | Total carrera | 347   | 73    | 76     | 44               | 12               | 11               | 116                   | 21                    | 30                    | 508   | 107   | 117    |

## Palmarés

### Campeonatos nacionales
| Título                        | Club              | País         | Año  |
| ----------------------------- | ----------------- | ------------ | ---- |
| Bundesliga                    | Borussia Dortmund | Alemania     | 2011 |
| Bundesliga                    | Borussia Dortmund | Alemania     | 2012 |
| Copa de Alemania              | Borussia Dortmund | Alemania     | 2012 |
| Bundesliga                    | Bayern de Múnich  | Alemania     | 2014 |
| Copa de Alemania              | Bayern de Múnich  | Alemania     | 2014 |
| Bundesliga                    | Bayern de Múnich  | Alemania     | 2015 |
| Bundesliga                    | Bayern de Múnich  | Alemania     | 2016 |
| Copa de Alemania              | Bayern de Múnich  | Alemania     | 2016 |
| Copa de Alemania              | Borussia Dortmund | Alemania     | 2017 |
| Supercopa de Alemania         | Borussia Dortmund | Alemania     | 2019 |
| Supercopa de los Países Bajos | PSV Eindhoven     | Países Bajos | 2021 |
| Copa de los Países Bajos      | PSV Eindhoven     | Países Bajos | 2022 |

### Campeonatos internacionales
| Título                 | Club (*)              | Sede      | Año  |
| ---------------------- | --------------------- | --------- | ---- |
| Europeo Sub-17         | Selección de Alemania | Alemania  | 2009 |
| Supercopa de Europa    | Bayern de Múnich      | Praga     | 2013 |
| Copa Mundial de Clubes | Bayern de Múnich      | Marruecos | 2013 |
| Copa Mundial de Fútbol | Selección de Alemania | Brasil    | 2014 |

(*) Incluyendo la selección.

### Distinciones individuales
| Distinción                                                 | Año  |
| ---------------------------------------------------------- | ---- |
| Mejor jugador de la Eurocopa Sub-17                        | 2009 |
| Elegido en el equipo del torneo de la Eurocopa Sub-17      | 2009 |
| Medalla Fritz Walter                                       | 2009 |
| Medalla Fritz Walter                                       | 2010 |
| Jugador Joven del Año en la Bundesliga                     | 2011 |
| Golden Boy                                                 | 2011 |
| Silbernes Lorbeerblatt                                     | 2014 |
| Elegido 'MVP' en el partido vs. Ghana de la Copa del Mundo | 2014 |
| Elegido 'MVP' de la Final de la Copa del Mundo             | 2014 |